# Influenza minoritaria
L'influenza minoritaria è un processo di influenza sociale che si verifica quando una minoranza è in grado di incidere sulla comunità di appartenenza mettendone in discussione alcune regole, credenze, opinioni.

## Minoranza e maggioranza normativa
Secondo la teoria elaborata da Serge Moscovici nel 1976 ed esposta nel libro Social influence and Social change la caratteristica fondamentale che distingue l'influenza della minoranza da quella della maggioranza sta nel fatto che la prima può aver luogo solo in condizioni di antagonismo mentre la seconda può realizzarsi anche in un contesto collaborativo. Ciò è strettamente collegato alla nozione di gruppo minoritario, che viene definito tale non in senso meramente quantitativo ma in relazione al rapporto di subordinazione nei confronti di un gruppo dominante, la cosiddetta maggioranza normativa.
La minoranza che voglia diventare influente deve innanzitutto enunciare una posizione chiara e alternativa rispetto a quella sostenuta dal gruppo dominante e deve poi rimanervi saldamente fedele, opponendosi per tutto il tempo alle pressioni della maggioranza.
L'unica risorsa che ha a disposizione per affermare la propria posizione è quella di darsi uno "stile di comportamento" coerente e unanime, capace di attrarre interesse e stima dall'esterno: ciò significa che da un punto di vista diacronico il comportamento deve essere ripetuto in modo sistematico e non contraddittorio e da un punto di vista sincronico la minoranza deve essere compatta nell'espressione della propria posizione.

## La risoluzione del conflitto
In un contesto in cui c'è un gruppo dominante che vuole difendere l'ordine costituito e una minoranza che vuole innovare è fondamentale la capacità di incidere sulla popolazione ovvero sull'insieme di persone che subisce il potere più di quanto non lo condivida. I membri della popolazione inizialmente tendono a rifiutare le istanze della minoranza perché, conformisticamente si identificano con l'opinione maggioritaria senza metterla in discussione. Il processo di validazione del punto di vista minoritario si può realizzare solo col tempo se l'attenzione viene focalizzata sull'oggetto della disputa. Il conflitto che è stato innescato si risolve dunque attraverso un processo denominato negoziato, che dipende in gran parte dallo stile adottato dalla minoranza.
Alcuni studi hanno dimostrato che uno stile di negoziato rigido, che prevede che la rottura operata verso il gruppo dominante venga estesa a tutta la popolazione, comporta una maggiore difficoltà ad esercitare influenza perché la minoranza che adotta questo stile viene percepita come settaria e dogmatica e viene quindi screditata. Adottando invece uno stile flessibile, che limita il conflitto al solo gruppo dirigente senza estenderlo alla popolazione nel suo complesso, la tesi minoritaria ottiene un'influenza rilevante e diretta. Ulteriori studi hanno poi dimostrato che gli effetti negativi della rigidità si avvertono soltanto quando la situazione sociale imputa alle caratteristiche proprie della minoranza le cause del conflitto.

## Naturalizzazione
Tra le forme di resistenza che la maggioranza adotta per difendersi dalle istanze delle minoranze il meccanismo più comune è la naturalizzazione che consiste nello screditare il gruppo minoritario concentrando l'attenzione su alcuni caratteri specifici dei suoi membri e riconducendo le posizioni assunte a queste stesse caratteristiche. 
Può manifestarsi come:
- biologizzazione (che si basa ad esempio sul genere, sull'età, sui caratteri fenotipici);
- psicologizzazione (che si basa ad esempio sul temperamento, sul carattere, sull'intelligenza);
- riduzione al sociologico (che si basa ad esempio sull'ideologia o sullo status-ruolo).

## Innovazione e devianza
L'innovazione propugnata da una minoranza che voglia esercitare influenza sulla propria comunità differisce dal concetto di devianza in quanto quest'ultima ha luogo quando la trasgressione delle norme sociali avviene senza mettere in discussione la loro validità e il loro contesto valoriale, mentre nel caso dei processi di innovazione la minoranza che se ne fa portatrice intende sostituire con altre norme quelle esistenti.